# إيفيلين
إيفيلين هي كاتبة غنائية ومغنية سويسرية، ولدت في 6 ديسمبر 1980 في زيورخ في سويسرا.

## وصلات خارجية
- إيفيلين على موقع ميوزك برينز (الإنجليزية)
- إيفيلين على موقع ديسكوغز (الإنجليزية)